# Венеријанска раја
Венеријанска раја је југословенски  кратки ТВ филм из 1982. године. Режирао га је Миљенко Дерета, а сценарио је написао Слободан Павићевић.

## Улоге
| Глумац               | Улога       |
| -------------------- | ----------- |
| Марко Баћовић        | адвокат     |
| Радош Бајић          | Симић       |
| Гојко Балетић        | келнер      |
| Александар Берчек    | Саша        |
| Новак Билбија        | Брка        |
| Љиљана Благојевић    |             |
| Горан Букилић        | министар    |
| Јорданчо Чевревски   | македонац   |
| Радоје Чупић         | Илић        |
| Бранко Цвејић        | глумац      |
| Елизабета Ђоревска   |             |
| Милан Јелић          | редитељ     |
| Бранко Јеринић       | доктор      |
| Милутин Јевђенијевић | Тимотијевић |
| Мето Јовановски      | професор    |

Остале улоге  ▼
| Глумац                   | Улога            |
| ------------------------ | ---------------- |
| Растислав Јовић          | Жути             |
| Војислав Кривокапић      | Црногорац        |
| Миодраг Крстовић         | железничар       |
| Небојша Кундачина        | ухапшени         |
| Томо Курузовић           | Тома             |
| Тони Лауренчић           | возач формуле    |
| Жарко Лаушевић           | Лазар            |
| Данило Лазовић           | покераш 1        |
| Бранислав Лечић          |                  |
| Мирољуб Лешо             | грбави           |
| Предраг Милетић          | шеф полиције     |
| Ратко Милетић            | жандар           |
| Зоран Миљковић           | агент            |
| Јован Осмајлић           | убица            |
| Енвер Петровци           | странац Лутер    |
| Чедомир Петровић         | кондуктер у возу |
| Михајло Плескоњић        | Гарчевић         |
| Саво Радовић             | човек са брадом  |
| Јован Ристовски          | Риста            |
| Феђа Стојановић          | Симићев пријатељ |
| Горан Султановић         | иследник         |
| Предраг Тодоровић        | судија           |
| Драгољуб Војнов          | покераш 2        |
| Павле Вуисић             | господин Вулевић |
| Владан Живковић          | Жика             |
| Велимир Бата Живојиновић | директор         |